# Durbana
Durbana là một chi bướm đêm thuộc họ Geometridae.